# Smilax macrocarpa
Smilax macrocarpa är en enhjärtbladig växtart som beskrevs av Carl Ludwig von Blume. Smilax macrocarpa ingår i släktet Smilax och familjen Smilacaceae.
Artens utbredningsområde är Java. Inga underarter finns listade.